# باب هاتون (بازیکن فوتبال)
باب هاتون (انگلیسی: Bob Hatton؛ زادهٔ ۱۰ آوریل ۱۹۴۷) بازیکن فوتبال اهل بریتانیا است.
از باشگاه‌هایی که در آن بازی کرده‌است می‌توان به باشگاه فوتبال لوتون تاون، باشگاه فوتبال بولتون واندررز، باشگاه فوتبال بلکپول، باشگاه فوتبال شفیلد یونایتد، باشگاه فوتبال ولورهمپتون واندررز، باشگاه فوتبال دانداک، باشگاه فوتبال کارلایل یونایتد، باشگاه فوتبال بیرمنگام سیتی، باشگاه فوتبال میدلزبرو، باشگاه فوتبال نورث‌همپتون تاون، و باشگاه فوتبال کاردیف سیتی اشاره کرد.